# 앤드류 맥날리

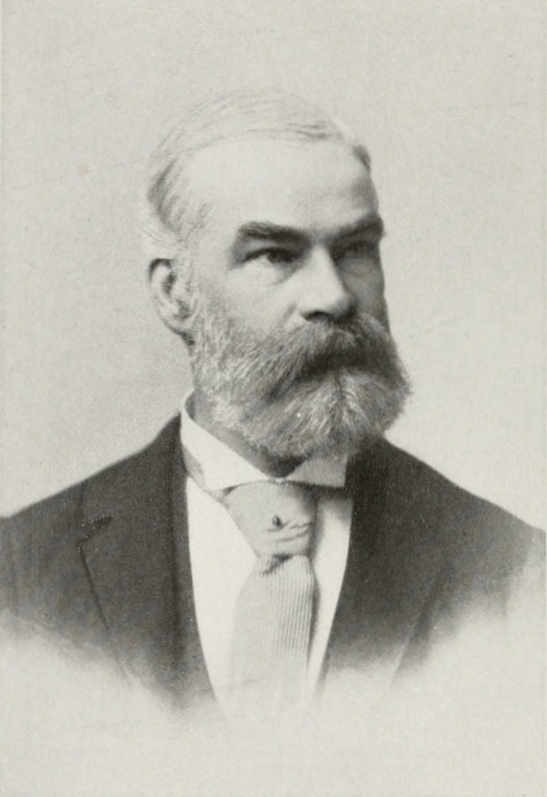

앤드류 맥날리 (Andrew McNally ,1836-1904)는 미국 출판업자이자 랜드 맥날리라는 회사의 공동 설립자였다. 북아일랜드 아마주에서 1836년 3월 4일 태어났다. 시카고에서 윌리엄 H. 랜드의 인쇄소에 취업했다가 후에 1873년 두 사람이 랜드 맥날리라는 회사를 만들었다. 1904년 5월 7일 맥날리는 캘리포니아 알타데나에서 사망했다.

## 참고 문헌
- Short, John Rennie (2001). 《Representing the Republic: Mapping the United States, 1600-1900》. London: Reaktion. ISBN 1-86189-086-9.
- “ANDREW McNALLY DEAD.; Head of Publishing Firm of Rand, McNally & Co. of Chicago” (PDF). 《The New York Times》. 1904년 5월 8일.
- Rand McNally & Company: Information and Much More from Answers.com